# Antonija Mamić
Antonija Mamić (tidligere Curić: født den 26. juni 1995 i Wien, Østrig) er en kvindelig østrigsk håndboldspiller som spiller for RK Krim og Østrigs kvindehåndboldlandshold.